# Al Quwaysimah
Al Quwaysimah (en árabe, القويسمة) es una ciudad en la gobernación de Amán, en Jordania. Tiene una población de unos 296.763 habitantes (censo de 2015), lo que la convierte en la quinta ciudad más grande de Jordania, después de Amán, Irbid y Zarqa, y Russeifa. Pertenece al área metropolitana de Amán.